# Bahne Rabe
Bahne Rabe (Hamburg, 7 augustus 1963) is een Duits/West-Duits roeier. Rabe maakte zijn debuut tijdens de Wereldkampioenschappen roeien 1986 met een zesde plaats in de acht. Rabe won met de West-Duitse acht de olympische gouden medaille in Seoel. Vier jaar later won hij voor het herenigde Duitsland de bronzen medaille in de acht. Tevens werd hij in 1991 wereldkampioen in de vier met stuurman.

## Resultaten
- Wereldkampioenschappen roeien 1986 in Nottingham 6e in de acht
- Wereldkampioenschappen roeien 1987 in Kopenhagen 6e in de acht
- Olympische Zomerspelen 1988 in Seoel  in de acht
- Wereldkampioenschappen roeien 1991 in Wenen  in de vier-met-stuurman
- Olympische Zomerspelen 1992 in Barcelona  in de acht
- Wereldkampioenschappen roeien 1995 in Tampere 6e in de vier-zonder-stuurman

1900: Carr & DeBaecke & Exley & Geiger & Hedley & Juvenal & Lockwood & Marsh & Abell ·
1904: Cresser & Gleason & Schell & Flanagan & Armstrong & Lott & Dempsey & Exley & Abell ·
1908: Gladstone & Kelly & Johnstone & Nickalls & Burnell & Sanderson & Etherington-Smith & Bucknall & Maclagan ·
1912: Burgess & Swann & Wormald & Horsfall & Gillan & Garton & Kirby & Fleming & Wells ·
1920: Jacomini & Graves & Jordan & Moore & Sanborn & Johnston & Gallagher & King & Clark ·
1924: Carpenter & Kingsbury & Lindley & Miller & Rockefeller & Sheffield & Spock & Wilson & Stoddard ·
1928: Stalder & Brinck & Frederick & Thompson & Dally & Workman & Caldwell & Donlon & Blessing ·
1932: Salisbury & Blair & Gregg & Dunlap & Jastram & Chandler & Tower & Hall & Graham ·
1936: Morris & Day & Adam & White & McMillin & Hunt & Rantz & Hume & Moch ·
1948: I. Turner & D. Turner & Hardy & Ahlgren & Butler & Brown & Smith & Stack & Purchase ·
1952: Shakespeare & Fields & Dunbar & Murphy & Detweiler & Proctor & Frye & Stevens & Manring ·
1956: Charlton & Wight & Cooke & Beer & Esselstyn & Grimes & Wailes & Morey & Becklean ·
1960: Rulffs & Schröder & F. Schepke & K. Schepke & von Groddeck & Hopp & Bittner & Lenk & Padge ·
1964: J. Amlong & T. Amlong & Budd & Clark & Cwiklinski & Foley & Knecht & Stowe & Zimonyi ·
1968: Meyer & Schreyer & Henning & Hottenrott & Ulbricht & Hirschfelder & Siebert & Ott & Tiersch ·
1972:  Hurt & Veldman & Joyce & Hunter & Wilson & Earl & Coker & Robertson & Dickie ·
1976: Baumgart & Döhn & Klatt & Lück & Wendisch & Kostulski & Karnatz & Prudöhl & Danielowski ·
1980: Krauß & Koppe & Kons & Friedrich & Doberschütz & Karnatz & Dühring & Höing & Ludwig ·
1984: Turner & Neufeld & Evans & Main & Steele & Evans & Crawford & Horn & McMahon ·
1988: Maennig & Möllenkamp & Mellinghaus & Schultz & Wessling & Eichholz & Domian & Rabe & Klein ·
1992: Wallace & Robertson & Forgeron & Barber & Marland & Rascher & Crosby & Porter & Paul ·
1996: Zwolle & Simon & Bartman & Maasdijk & Van der Zwan & Van Steenis & Florijn & Rienks & Duyster ·
2000: Lindsay & Hunt-Davis & Dennis & Attrill & Grubor & West & Scarlett & Trapmore & Douglas ·
2004: Read & Allen & Ahrens & Hansen & Deakin & Beery & Hoopman & Volpenhein & Cipollone ·
2008: Light & Rutledge & Byrnes & Wetzel & Howard & Seiterle & Kreek & Hamilton & Price ·
2012: Adamski & Kuffner & Johannesen & Reinelt & Schmidt & Müller & Mennigen & Wilke & Sauer ·
2016: Durant & Ransley & Triggs Hodge & Gotrel & Reed & Bennett, Langridge & Satch & Hill ·
2020: Mackintosh & Bond & Murray & Brake & Williamson & Wilson & Kirkham & Macdonald & Bosworth ·
2024: Bolding & Carnegie & Gibbs & Ford & Dawson & Elwes & Digby & Rudkin & Brightmore
- Gemeinsame Normdatei: 1173439005
- Virtual International Authority File: 312154501847139210004